# Osteocephalus buckleyi
Espèce
Synonymes
- Hyla buckleyi Boulenger, 1882
- Osteocephalus vilmae Ron, Venegas, Toral, Read, Ortiz & Manzano, 2012

Statut de conservation UICN

 LC  : Préoccupation mineure
Osteocephalus buckleyi est une espèce d'amphibiens de la famille des Hylidae.

## Répartition
Cette espèce se rencontre dans le bassin amazonien en Bolivie, au Brésil, en Colombie, en Équateur, au Guyana, en Guyane, au Pérou, au Suriname et au Venezuela. Elle a été observée jusqu'à 700 m d'altitude.

## Description

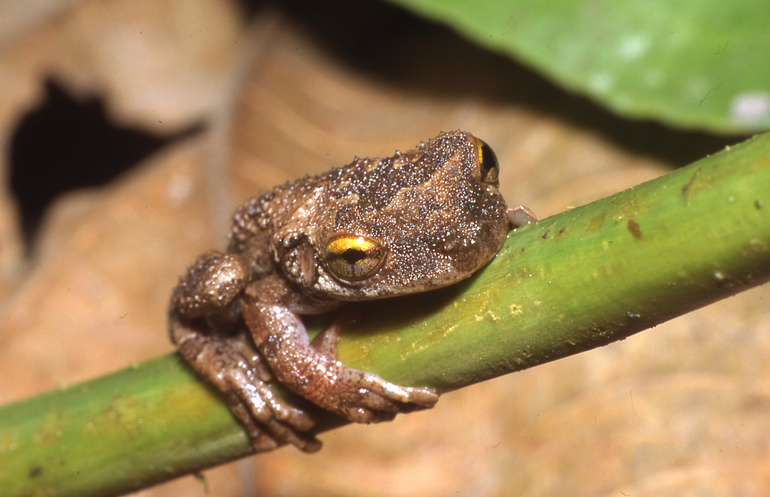
Osteocephalus buckleyi

Osteocephalus buckleyi mesure de 42 à 50 mm pour les mâles et de 63 à 69 mm pour les femelles. Son dos est brun foncé avec des taches brunes et sa peau est verruqueuse.

## Étymologie
Cette espèce est nommée en l'honneur de Clarence Buckley (1839-1889).

## Taxinomie
Osteocephalus vilmae a été placée en synonymie par Jungfer et al. en 2013.

## Publication originale
- Boulenger, 1882 : Catalogue of the Batrachia Salientia s. Ecaudata in the collection of the British Museum, ed. 2, p. 1-503 (texte intégral).